# Ендрыка, Иоанна
Иоанна Ендрыка (пол. Joanna Jędryka, наст. имя Станислава Ендрыка; род. 1940) — польская актриса театра, кино, радио и телевидения; также актриса озвучивания.

## Биография
Иоанна Ендрыка родилась 1 января 1940 в Теребовле. Актёрское образование получила в Киношколе в Лодзи, которую окончила в 1965 году. Дебютировала в театре в 1965. Актриса театров в Лодзи и в Варшаве («Атенеум»).
Замужем за журналистом и писателем Ежи Хоциловским.

## Избранная фильмография

#### актриса
- 1959 — Место на земле / Miejsce na ziemi
- 1961 — История желтой туфельки / Historia żółtej ciżemki
- 1961 — Два господина N / Dwaj panowie N
- 1962 — Голос с того света / Głos z tamtego świata
- 1964 — Барышня в окошке / Panienka z okienka
- 1964 — Рукопись, найденная в Сарагосе / Rękopis znaleziony w Saragossie
- 1965 — Остров преступников / Wyspa złoczyńców
- 1965 — Капитан Сова идёт по следу / Kapitan Sowa na tropie (только в серии 3)
- 1967 — Ставка больше, чем жизнь / Stawka większa niż życie (только в серии 9)
- 1969 — Приключения пана Михала / Przygody pana Michała (только в серии 1)
- 1969 — Приключения канонира Доласа, или Как я развязал Вторую мировую войну
- 1970 — Ловушка / Pułapka
- 1970 — Дятел / Dzięcioł
- 1970 — Доктор Эва / Doktor Ewa (только в серии 8)
- 1971 — Эпидемия / Zaraza
- 1973 — Секрет / Sekret
- 1974 — Час за часом / Godzina za godziną
- 1975 — Ярослав Домбровский / Jarosław Dąbrowski
- 1976 — Большая система / Wielki układ
- 1978 — Кошки это сволочи / Koty to dranie
- 1990 — Мария Кюри, почтенная женщина / Marie Curie. Une femme honorable
- 1991 — Летающие машины против пана Самоходика / Latające machiny kontra pan Samochodzik
- 1994 — Край мира / Kraj Świata
- 1998 — Проститутки / Prostytutki

#### польский дубляж
- Бешеный Джек Пират, Медвежонок, Роботы, Свинка Пеппа, Секрет крыс, Утиные истории, Чарли и шоколадная фабрика, Эй, Арнольд!, Я, Клавдий, фильмы о Гарри Поттере.

## Признание
- Награда «Комитета в дела радио и телевидение» за актёрскую работу в телевидении (1977)
- «Wielki Splendor» — приз «Польского радио» лучшему актёру радиопостановок (1995).